# Formule MDRD
 (novembre 2015).
Si vous disposez d'ouvrages ou d'articles de référence ou si vous connaissez des sites web de qualité traitant du thème abordé ici, merci de compléter l'article en donnant les références utiles à sa vérifiabilité et en les liant à la section « Notes et références ».
La formule MDRD (Modification of Diet in Renal Disease) permet d'estimer la clairance de la créatinine, et ainsi d'apprécier l'activité rénale.
Elle s'utilise lorsque les conditions de la formule de Cockcroft & Gault ne sont pas applicables.
La formule MDRD est apparue en 1999, quelques années après celle de Cockcroft & Gault qui date de 1976.
{\displaystyle Cl\ cr=175*{\text{(creat*0.0113)}}^{-1.154}*{\text{age}}^{-0.203}*(*0.742\ {\text{si femme}})\ ml/min/{1.73m^{2}}}
- {\displaystyle Cl_{Cr}} : estimation de la clairance de la créatinine en mL/min/1.73m2 ;
- creat : créatininémie en µmol/L ;
- age : âge en années.